# 摩登保鑣
《摩登保鑣》是由许冠文自编自导的一部香港喜劇電影，许氏三兄弟（许冠文、許冠傑、許冠英）领衔主演。曾拿下香港年度票房冠军，刷新了香港开埠票房纪录，並榮獲第1屆香港電影金像獎最佳男主角。本片在1981年1月30日上映，為當年的賀歲片。

## 劇情
鄧小龍從小為人正直、樂於助人，他的志願是長大後成為一名除暴安良的好警察。無奈天意弄人，他因身材矮小且患有色盲及哮喘被警局拒諸門外，他只好轉而到保安公司「王氏護衛局」投考護衛員。
於王氏護衛局即將任職15年的周世昌是個資深護衛員，位階為大隊長，愛利用自己的職階充大頭鬼，而且為人尖酸刻薄，喜歡欺壓下屬，實則貪生怕死。故此，眾多下屬都對他恨之入骨，包括擔任小隊長的阿Sam，只是有冤無處申、敢怒不敢言。這時王氏護衛局的太子爺王平帆從英國留學回來，決定以新人身份加入公司以考察眾人情況。小龍開始接受公司的護衛員訓練，但因為自己遲到之餘更意外誤踏保安用電毯，導致身為教官的世昌觸電受傷，其後在駕駛考試時更意外將世昌撞下海，故此成為世昌的針對目標。
有一次，世昌帶領阿Sam、小龍，以及裝扮為新人的阿帆執行一項護送巨款到銀行的任務。負責將巨款交予銀行職員的小龍及阿Sam遇著搶劫，故此兩人以及後來加入的阿帆三人一同追捕搶匪（世昌因貪生怕死而裝作在車上聯絡公司而沒有加入追捕），並在重重驚險之下成功擒獲劫匪。經此一役後阿Sam被提拔為大隊長，而小龍提拔為小隊長，公司老闆（即阿帆的父親）亦向眾人宣佈因自己將會前往瑞士接受白內障手術，故此阿帆正式接手擔任老闆。阿帆上任後的第一件事就是將世昌降職為普通護衛員，並且於兩人爭吵時眾人聽見了阿帆所列舉出世昌以往的貪生怕死事跡，而且世昌即將任職達15年獲得退休金，故此只好接受風水輪流轉的事實，世昌終於嘗到當時下屬遭受自己欺壓時的痛苦滋味，因而慢慢開始反省自己一直以來的所作所為。
阿Sam、小龍及世昌三人接受了於遊艇派對的保安任務，這時有一群偷渡客登上遊艇，結果被三人打退。但小龍於阿Sam及世昌離開繼續巡邏後意外發現一家四口的偷渡家庭，小龍對當中的大女兒阿珍一見鍾情，故此偷偷救起四人並為他們帶來食物，結果其中1人意外誤取麥克風當筷子使用，令船上的喇叭不停響著刺耳的噪音，結果被阿Sam及世昌發現，但兩人為了小龍向船主劉Sir隱瞞此事，阿珍與家人亦得以安頓好一切，並邀請了小龍三人共進晚餐及打麻雀，小龍及阿珍二人感情因而加深。小龍三人後來於酒店進行任務時意外發現阿珍與陌生男人於酒店開房間，小龍憤怒地跑到阿珍的房間與男人扭打起來，並且痛恨自己因為太窮而認為阿珍不會愛他，幸好阿Sam及世昌兩人及時趕來制止，並從阿珍口中得知因為母親無法支付蛇頭的五萬元偷渡費而被逼成為妓女接客。第二天，他們工作期間突然被一群持槍匪徒上車挾持，但阿Sam成功令匪徒的槍械走火而逃離，小龍於追捕期間追回錢箱，但因想起阿珍的遭遇而決定虧空當中的五萬元交給阿珍，結果三人遭阿帆訓斥並表示會追查該筆失款的去向，而小龍與阿珍約會時被那群搶匪綁架，原來那群搶匪知道了小龍虧空公款一事，故此利用此痛腳及以阿珍作為人質，強迫小龍協助他們於明天小龍擔任護衛工作的古玩展覽會中偷取金鏤玉衣。
於展覽會當日，匪徒在小龍的協助下成功潛入古玩展覽會，阿Sam及世昌趕至會場內追擊匪徒，但因寡不敵眾而跑進會場，並利用世昌為主辦單位安裝的攝錄保安系統向小龍求救，結果因為得不到小龍的回應，兩人終於明白小龍為匪徒的內應，不只將保安系統的設定全改變，並推斷他是虧空公款的人，兩人只能穿著金鏤玉衣裝作是展品來擺脫匪徒的追擊，但兩人仍不幸被識破而只能跑到天台上的天平，並帶上降落傘準備跳傘逃走，匪徒亦追上天平並將兩人打落，故此兩人變相已經跳傘了。而於地下保安崗位的小龍終於良心發現而按動警鐘報警，並親自擊倒挾持阿珍的匪徒救出阿珍。而阿Sam及世昌跳傘後隨風飄到沙田馬場降落，更意外影響了正在進行的一場賽事，導致在場馬迷喝倒采，所有馬主亦紛紛表示抗議。
結果所有匪徒終於被捕，世昌亦得以官復原職，而小龍虧空公款一事終被揭發並遭拘捕。慶幸小龍得到阿Sam及世昌的求情而令阿帆願意撤控，而世昌深知小龍虧空公款的背後是為了阿珍，故此破天荒地願意以自己的退休金全數用以抵押小龍所虧空之失款，更與阿Sam一同協助小龍舉辦婚禮迎娶阿珍，阿Sam同樣地破天荒讓小龍駕駛公司的護衛車作結婚花車用。雖然這次他終於成功開車，但最後仍然撞車收場（因為他實際上是無牌駕駛，更諷刺的是世昌向阿帆提議出書講述有關護衛學、駕駛以及降落傘的理論及知識，結果阿帆看見小龍撞車後表示世昌只能利用自己的名義出書）。

## 演員
| 演員           | 角色     | 備註 |
| 許冠文         | 周世昌   | 原王氏护卫局大队长，后降职为普通護衛員，最後官復原職 花名「油炸蟹」，自稱曾经是伞兵（洗碗方面） 王平帆下属，小龙、阿Sam之同事               |
| 許冠英         | 鄧小龍   | 王氏护卫局普通護衛員，后升职为小队长 阿珍之夫 王平帆下属，世昌、阿Sam之同事 為償還蛇頭的債而偷取护卫局的五万元现金，其後被捕 患有色盲及哮喘 |
| 許冠傑         | 阿Sam    | 王氏护卫局小队长，后升职为大队长 王平帆下属，世昌、小龍之同事                                                                               |
| 黃造時         | 阿珍     | 大陸偷渡客 小龍之妻 曾為了償還蛇頭的債而出賣肉體                                                                                            |
| 馮淬帆         | 王平帆   | 王氏护卫局上司 於英國修讀護衛學並學成歸來，因而代替其父擔任王氏护卫局老闆                                                                   |
| 陳星           | 小偷頭目 | |
| 李海生         | 小偷     | |
| 黃鑑波         | 小偷     | |
| 劉允（魚頭雲） | 小偷     | |
| 許世昌         | 老闆     | 王氏护卫局老闆 因患上白內障而前往瑞士接受治療（此外，該演員也是許氏兄弟的親生父親）                                                         |
| 劉克宣         | 劉 Sir   | 遊艇船主 |
| 黃曼           | 劉太     | |
| 董驃           | 馬評家   | 客串角色 |
| 熊良錫         | 馬評家   | 客串角色 |
| 祖·尊尼亞      | 賭客     | 客串角色，想用旁門左道贏錢 |
| 郭利民         | 賭客     | 客串角色，想用旁門左道贏錢 |
| 馮峰           | 考牌官   | 客串角色 |

## 電影歌曲

### 主題曲
| 歌名         | 演唱者 | 作曲   | 填詞           |
| 〈摩登保鑣〉 | 許冠傑 | 許冠傑 | 許冠傑、黎彼得 |

### 插曲
| 歌名             | 演唱者 | 作曲   | 填詞           |
| 〈印象〉         | 許冠傑 | 許冠傑 | 許冠傑、黎彼得 |
| 〈扮嘢〉         | 許冠傑 | 許冠傑 | 許冠傑、黎彼得 |
| 〈人辦〉         | 許冠傑 | 許冠傑 | 許冠傑、黎彼得 |
| 〈相思萬千重〉   | 許冠傑 | 許冠傑 | 許冠傑、黎彼得 |
| 〈長春不老〉     | 許冠傑 | 許冠傑 | 許冠傑、黎彼得 |
| 〈我問〉         | 許冠傑 | 馮添枝 | 黃霑           |
| 〈我阿英個老婆〉 | 許冠英 | 許冠傑 | 許冠傑、黎彼得 |

## 獎項
| 年份 | 頒獎典禮            | 獎項       | 獲提名 | 結果 |
| ---- | ------------------- | ---------- | ------ | ---- |
| 1982 | 第1屆香港電影金像獎 | 最佳男主角 | 許冠文 | 獲獎 |
| 1982 | 第1屆香港電影金像獎 | 十大華語片 |        | 獲獎 |

## 外部連結
- 香港影庫上《摩登保鑣》的資料（繁體中文）
- 開眼電影網上《摩登保鑣》的資料（繁體中文）
- 豆瓣电影上《摩登保鑣》的資料 （简体中文）
- 时光网上《摩登保鑣》的資料（简体中文）
- AllMovie上《摩登保鑣》的资料（英文）
- 爛番茄上《摩登保鑣》的資料（英文）
- 互联网电影数据库（IMDb）上《摩登保鑣》的资料（英文）